# Отрощенко Валентина Іванівна
Валентина Іванівна Отрощенко (нар. 5 червня 1948, с. Варівськ, Іванківський район, Київська область — українська поетеса, членкиня Національної спілки письменників України з 1991 року.

## Життєпис
Отрощенко Валентина Іванівна народилась 5 червня 1948 року у селі Варівськ Вишгородського району Київської області. У 1971 році закінчила Київський національний університет імені Тараса Шевченка. Працювала редактором літературно-мистецького журналу «Основа».
У 1976 році отримала ступінь кандидата філологічних наук.

## Творчість
Валентина Отрощенко входила до київської поетичної школи так званого витісненого покоління, представники започаткували новий напрям української поезії. Вірші Отрощенко належать до модернізму, вони наповнені естетикою модернізму, нетиповою для того часу, в якому переважав соцреалізм. У мінімалістичному стилі переважно вільні вірші з незвичними метафорами. Отрощенко — авторка поетичних збірок «Віра» (1968) та «В зозулиній тиші» (1990). Чимало поезій поетеса приурочила темам козаччини і Голодомору. Низка віршів Валентини Отрощенко вміщені в антологіях «Шістдесят поетів шістдесятих років = Sixty Poets Of The Sixties» (Нью-Йорк, 1967), «Слово благовісту» (Л., 1999) тощо.

## Родина
- Син Тарас Валерійович Ілля — випускник Інституту філології КНУ імені Тараса Шевченка. У 2013 році став лауреатом премії Олеся Гончара за збірку поезій "Коріння океану". Загинув в 18 вересня 2024 на війні. Похований на Алеї Героїв Лісового кладовища .
- Чоловік Валерій Ілля Павлович — київський поет

## Рекомендована література
- Бойчук Б. Про збірку поезій Валентини Отрощенко «В зозулиній тиші» // Світо-вид. 1992. Ч. 1.